# شدی هیلز (فلوریدا)
شدی هیلز (به انگلیسی: Shady Hills) یک منطقهٔ مسکونی در ایالات متحده آمریکا است که در شهرستان پاسکو، فلوریدا واقع شده‌است. شدی هیلز ۷۱ کیلومتر مربع مساحت و ۷٬۷۹۸ نفر جمعیت دارد و ۱۶ متر بالاتر از سطح دریا قرار دارد.